# Pseudomorpha cylindrica
Pseudomorpha cylindrica is een keversoort uit de familie van de loopkevers (Carabidae). De wetenschappelijke naam van de soort werd voor het eerst geldig gepubliceerd in 1889 door Thomas Lincoln Casey.